# L'Amour se faisant un arc de la massue d'Hercule
L'Amour se faisant un arc de la massue d'Hercule est une statue en marbre réalisée par le sculpteur Edmé Bouchardon en 1750 et actuellement conservée au musée du Louvre.

## Contexte de la création
Bouchardon présente un premier modèle pour cette sculpture en 1739. La commande officielle est passée par Philibert Orry en 1740 pour le salon d'Hercule du château de Versailles. Bouchardon travaillant à ce moment sur la fontaine de Grenelle, il ne s'attèle à la réalisation de l'Amour qu'à partir de 1745 et ne l'achève que cinq ans plus tard.

## Description

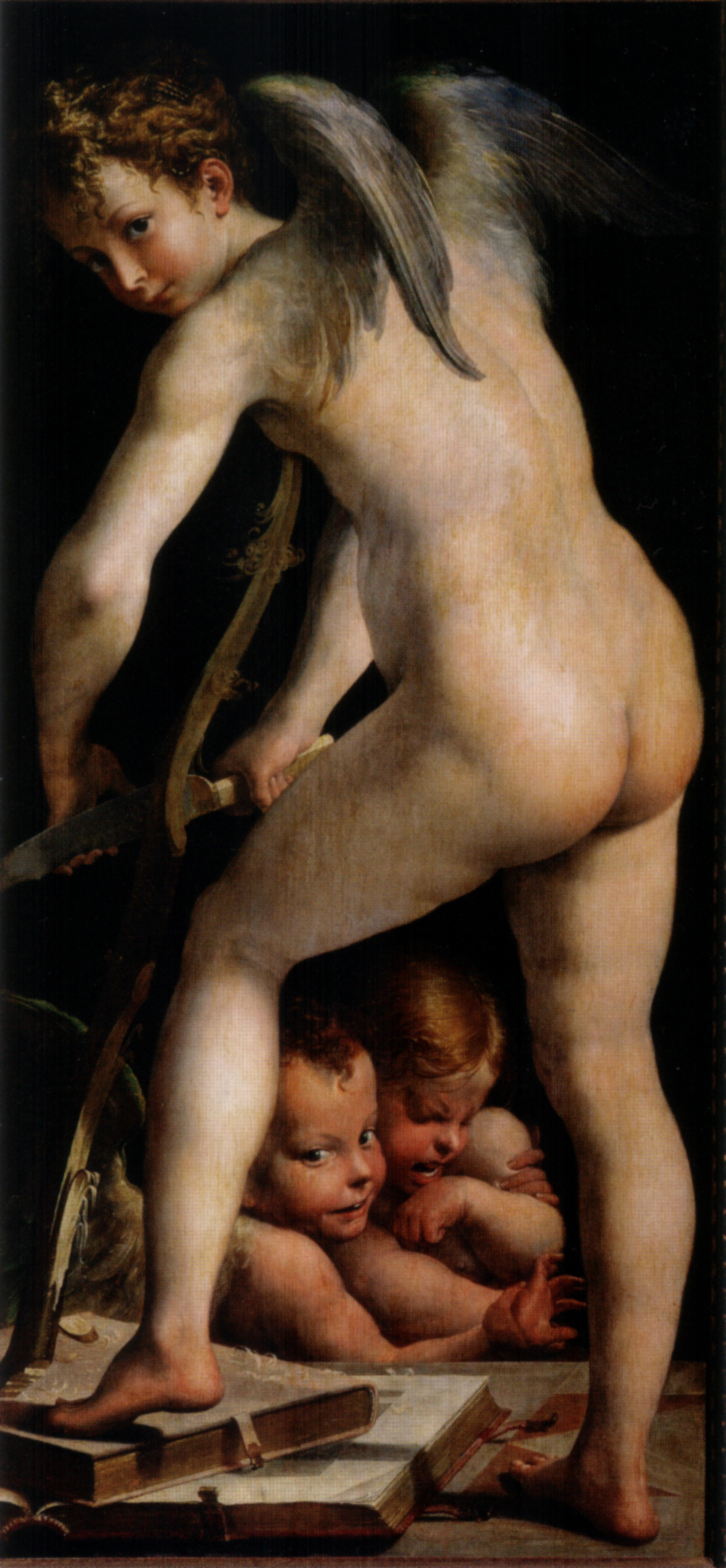
Version de Parmesan

Le sujet ici choisi est tout à fait commun. Bouchardon s'est d'ailleurs peut-être inspiré de la représentation qu'en fait Parmesan (1533-1534, Kunsthistorisches Museum, Vienne), ainsi que d'une reproduction d'un sculpture de Lysippe, Eros archer, dont il a fait six dessins.
Bouchardon montre ainsi qu'il est conscient du milieu dans lequel sera placé l'œuvre. Bouchardon travaille beaucoup d'après modèle vivant. Le modèle était ici un garçon des rues. Neuf sanguines de ce modèle existent, présentant à chaque fois des points de vue différents. La chose, incompatible avec la représentation d'un dieu, choqua. On considère que le modèle n'est pas non plus assez idéalisé. C'est cependant dans cette nouveauté anatomique que Bouchardon innove complètement. Il n'est plus dans le respect des grands antiques mais plus dans l'observation scrupuleuse de la nature. L'enfant représenté n'est pas encore adolescent, dans un âge intermédiaire. Ce n'est pas encore un physique adulte. Le visage a d'ailleurs plutôt plu à la critique. L'œuvre est un peu trop novatrice dans son contexte mais elle sera vite appréciée. Elle fera notamment l'objet de copies à la manufacture de Sèvres.

## Réception
Le sujet traité a engendré beaucoup de débats et de critique. On a peu apprécié que l'Amour exécute un travail manuel, qui plus est sans outils. C'est l'archéologue Auguste Mariette qui prend la défense du sculpteur et cherche à expliquer le thème. Il explique ainsi que c'est avec l'épée de Mars qui se trouve aux pieds de l'Amour que ce dernier a taillé son arc. Au-delà du Salon, la réception publique de l'œuvre à Versailles n'est pas particulièrement enthousiaste. Dans la symbolique, le souverain français est comparé à Hercule. Hors ici, Hercule est vaincu par l'Amour. Ainsi, tout le monde fait la relation entre cette représentation et la relation contemporaine du roi avec la marquise de Pompadour. De même, Voltaire n’apprécie guère l'œuvre, contrairement à Diderot.
Dès 1752, la statue est envoyée à l'orangerie de Choisy-le-Roi. Elle revient au Louvre en 1778. 